# Chambre aux deniers
La Chambre aux deniers apparaît dès le règne du roi de France Louis IX et disparaît en 1780.

## Création de la Chambre du Roi, de l'Hôtel du Roi puis de la Maison du Roi
La Chambre du Roi était l'espace privé du roi dans son palais. Au début du XIIIe siècle, commence à se mettre en place une séparation entre les services liés à la personne du roi et les services de l'État placés sous l'autorité du roi.
La Chambre du Roi prend le nom d'Hôtel du roi (en latin: "hospitium regis") au milieu du XIIIe siècle quand on voit les premières ordonnances de l'Hôtel qui fixent la liste des personnes faisant partie de l'Hôtel, leur temps de service, leurs gages, les prélèvements en nature qu'ils reçoivent...
La Chambre du roi accueille les grands officiers de la Couronne. Certains de ces grands offices sont les héritiers de ceux créés par les premiers rois mérovingiens puis carolingiens qui eux-mêmes reprenaient des offices existant auprès des empereurs romains. : sénéchal, chancelier, connétable...
Avec le développement de la monarchie, le nombre de ces grands offices a augmenté.

Sous Charles VI ils comprennent :
- le chambrier de France,
- le grand chambellan,
- le connétable,
- le bouteiller,
- le grand panetier,
- le grand échanson,
- le grand queux,
- le grand maître de l'hôtel,
- deux maréchaux de France,
- le grand maître des arbalétriers,
- le porte-oriflamme,
- l'amiral de France.

Des services fonctionnent indépendamment des services de l'Hôtel :
- les garnisons des vins du roi, qui dépendent du maître des Garnisons,
- l'Écurie,
- l'argenterie.

Au XIVe siècle, l'Hôtel du roi comprend six métiers nécessaires à la personne du roi et au « Commun », c'est-à-dire au personnel de l'hôtel — Paneterie, Échansonnerie, Cuisine, Fruiterie, Écurie et Fourrière — et les six chambres — le sceau, le confesseur, l'aumônier, la chapelle, le maître de l'Hôtel et la chambre aux deniers.
L'Hôtel du roi est réorganisé au XVIe siècle pour devenir la Maison civile du roi.

## La chambre aux deniers
Pendant les premiers temps de la monarchie, c'est le grand chambrier de France avec les chambellans qui ont eu en charge la gestion du Trésor royal et de la chambre du roi.
Avec l'augmentation du nombre d'offices de la Chambre du roi a été créée la chambre aux deniers pour assurer les paiements des différents services de l'Hôtel du Roi puis de la Maison du Roi et la comptabilité de ses dépenses.
La Chambre aux deniers de l'hôtel n'a pas de ressources propres. Elle était financée par le Trésor royal puis par les Aides.
Elle était soumise au contrôle de la Chambre des comptes qui veillait aussi à l'application des ordonnances.
Au XVIe siècle se met en place le bureau de la Maison du Roi qui s'occupe de la comptabilité de la Maison du roi

## Maître de la chambre aux deniers
Vers 1380, sous le règne de Charles VI, le Maître de la Chambre aux Deniers réglait toute la dépense de l'Hôtel du Roi et c'était lui qui faisait toutes les recettes. Il rendait ses comptes aux deux termes de Noël et de la Saint-Jean, assisté pour cela d'un Contrôleur. Ils ont été par la suite rendus par procureur. Les comptes étaient divisés en deux parties, la recette et la dépense.
Dans le « Dictionnaire universel » d'Antoine Furetière de 1690 :

On appelle chez le Roi, Maîtres de la chambre aux deniers, ceux qui sont chargés de solliciter les fonds pour la dépense de la Maison du Roi et de payer les Officiers qui font la dépense. Il y a trois Maîtres de la Chambre aux deniers, qui servent alternativement. Ils assistent aux délibérations du Bureau où se donne l'ordre de la dépense de la Maison du Roi.

## Suppression de la chambre aux deniers
À la fin du XVIIIe siècle, la nécessité de réaliser des économies va amener Louis XVI à diminuer le nombre de ses officiers. Necker proposa de rationaliser les grands offices et de remplacer tous les trésoriers particuliers par un seul trésorier général.
Cette réorganisation est entreprise à la suite de la publication de plusieurs édits entre juillet 1779 et août 1780.
L'édit de janvier 1780 a créé un "Bureau général des dépenses de la Maison du Roi" qui comprenait :
- 5 commissaires généraux nommés et révoqués par le secrétaire d'État à la Maison du Roi et chargés :
  - de la Maison-bouche,
  - des Menus-Plaisirs,
  - des affaires de la Chambre,
  - du garde-meuble de la Couronne,
  - des écuries et de la vènerie
- 2 maîtres des comptes,
- 1 premier commis de la Maison du Roi,
- 1 premier commis des Finances,
- le trésorier général, créé par l'édit de juillet 1779,
- 1 secrétaire,
- 1 intendant du Trésor royal.

Dans le budget pour l'année 1788 que présente Jacques Necker à Louis XVI, signé par les contrôleurs du domaine royal, il est précisé que la Chambre aux deniers était jusqu'en 1780 une Caisse où se payaient toutes les dépenses relatives au service de la Chambre du Roi, et de la Maison, et qui était alors nourrie en nature.

Et que pour le budget présenté, On a conservé le titre d'État de la Chambre aux deniers, à tout ce qui concerne le traitement des Officiers et Employés de la bouche du Roi, la nourriture en argent de tous les Officiers de la Maison, la dépense des consommations pour la bouche du Roi, des Enfants de France, de Madame, des Princes du Sang quand ils sont à la Cour, les charrois, le linge, la vaisselle, ….
Assez rapidement le secrétaire d'État à la Maison du Roi va décider seul pour son travail particulier, et avec chaque commissaire général pour son office particulier. Le Bureau n'était plus qu'une formalité en 1789. Bien que les lettres-patentes du 20 mars 1782 rappellent que les comptes doivent être signés par le grand maître et le grand écuyer de France, c'est, finalement, le secrétaire d'État à la Maison du Roi qui va rester le seul maître des finances de la Maison du Roi.